# 採用広告
採用広告（さいようこうこく）とは、主として新卒で従業員（被雇用者）を募集する広告のこと。採用ピーアールと呼ばれることもある。

## 広告の手段
入社案内やダイレクトメールなどの紙メディアの他、インターネットのウェブサイトで求人を載せることが主流となっている。
広義の求人広告の範疇に入るが、いわゆる求人広告が主として、新聞の求人欄、チラシ、フリーペーパーなどの集合媒体を用いるのに対して、採用広告は従業員を募集する会社独自のメディアが用いられる。
ウェブサイトの採用広告は、従業員を募集する会社独自のメディアの他、就職情報会社が運営する就職ナビサイトを併用することが一般的。

## 広告の制作
従業員を募集する会社から業務を委託され、就職情報会社が制作することが多い。

## メディア

### 入社案内
従業員を採用することを目的に制作された、その会社独自のパンフレット。ステークホルダー向けの会社案内とは異なる。
会社の従業員が「先輩社員」として会社や仕事内容を紹介する記事が掲載されることが多い。

### ダイレクトメール
主として新卒採用のために、企業が就職情報会社のリストを使って学生に送る。内容は入社案内に準ずる。

### インターネット
上述の通り。エントリーしてIDとパスワードを付与されないとアクセスできないマイページに詳細情報を掲載していることが多い。

### 映像
会社の業容や先輩社員を映像で紹介するコンテンツ。会社説明会で観せる他、DVDをダイレクトメールとして、学生のもとに送ることもある。